# François Deguelt
François Deguelt (nome verdadeiro: Louis Deghelt, Tarbes, 4 de dezembro de 1932 — Draguignan, 22 de janeiro de 2014) foi um cantor francês, conhecido internacionalmente por duas vezes: em 1960 e 1962.
Deguelt desistiu de seus estudos para se tornar um cantor de cabaré em 1950.  Em 1956, ele foi o vencedor do Grand Prix du Disque da Academia Charles Cros Após um período de serviço militar na Argélia, Deguelt retornou a França, e foi.lhe  oferecida a oportunidade em 1960 para cantar pelo Mónaco no quinto Festival Eurovisão da Canção, realizado em Londres (em 29 de março). A canção dele "Ce soir-là" ("Aquela noite") provou ser popular entre os jurados, terminando em terceiro lugar, entre 13 participantes.
Deguelt voltou à Eurovisão novamente representando o Mónaco, em 1962 com a canção "Dis rien"  ("Não digas nada"). Este concurso teve lugar em 18 de Março, em Luxemburgo, onde ele foi mais longe ao terminar em segundo, de 16 participantes.  Deguelt é um dos quatro cantores na his´toria do Festival Eurovisão da Canção (juntamente com Cliff Richard, Katja Ebstein e  Chiara Siracusa) a terem terem terminado em 3.º e 2.º lugar, sem nunca terem vencido.
Mais tarde singles de sucesso incluem "Le Ciel, le soleil et la mer" (1965), "Le Printemps" (1966), "Minuit, le vent, la nuit" (1968) e "La libération" (1968). Deguelt continua a viajar e se apresentar no circuito de nostalgia de todo o mundo francófono.